# Una donna chiamata Apache
Una donna chiamata Apache è un film italiano del 1976 scritto e diretto da Giorgio Mariuzzo.

## Trama
Un ufficiale di cavalleria si innamora di una bella donna Apache dopo averla salvata da un contrabbandiere di armi. Il contrabbandiere e la sua banda inseguono i due, li ritrovano e si vendicano con estrema violenza.